# Monachosorum maximowiczii
Monachosorum maximowiczii là một loài thực vật có mạch trong họ Dennstaedtiaceae. Loài này được (Baker) Hayata miêu tả khoa học đầu tiên năm 1909.